# ARASHI LIVE TOUR 2014 THE DIGITALIAN
『ARASHI LIVE TOUR 2014 THE DIGITALIAN』（アラシ ライブ ツアー 2014 ザ デジタリアン）は、日本の男性アイドルグループ・嵐のライブ・ビデオ。2015年7月29日にJ Stormから発売された。

## 概要
2014年11月から12月まで行われた5大ドームツアー『ARASHI LIVE TOUR 2014 THE DIGITALIAN』から2014年12月20日開催の東京ドーム公演を収録。
DVD/Blu-rayにそれぞれ初回限定盤・通常盤が存在し、計4種類で発売。Blu-ray Disc版にはSBMV Super Bit Mapping（ソニー株式会社が開発した階調補完技術）が本作に採用されている。
本作収録の「Asterisk」は、後に5枚目のベストアルバム『5×20 All the BEST!! 1999-2019』初回限定盤2特典DVD「ARASHI LIVE CLIPS」にも収録された。

## チャート成績
本作『ARASHI LIVE TOUR 2014 THE DIGITALIAN』が8月10日付けのオリコンチャートでDVDが初週27.2万枚、ブルーレイが28.0万枚を売り上げた。BDの28.0万枚は音楽BDの歴代1位の週間売上記録となった。また、DVDは8月17日付けでも2.0万枚を売り上げて2週連続1位を獲得した。
第30回日本ゴールドディスク大賞で、ベスト・ミュージック・ビデオ（邦楽）を受賞。

## 収録曲

### 本編映像

#### Disc 1
1. Asterisk
2. Take Off!!!!!
3. Wonderful
4. Welcome to our party
5. Bittersweet
6. Disco Star - 相葉雅紀
7. Hey Yeah! - 櫻井翔
8. One Step
9. Oh Yeah!
10. ハダシの未来
11. Love Wonderland
12. WISH
13. メリークリスマス - 二宮和也
14. STAY GOLD - 松本潤
15. Imaging Crazy - 大野智
16. Tell me why
17. TRAP
18. Troublemaker（DIGITAIAN Remix）
19. Lucky Man（DIGITALIAN Remix）
20. Hope in the darkness
21. Zero-G

#### Disc 2
1. A・RA・SHI
2. SUNRISE日本
3. 君のために僕がいる
4. a Day in Our Life
5. 言葉より大切なもの
6. サクラ咲ケ
7. Love so sweet
8. Happiness
9. One Love
10. Monster
11. 迷宮ラブソング
12. Calling
13. 誰も知らない
14. GUTS !
15. キミの夢を見ていた

### 特典映像

#### 初回限定盤
Disc 3
1. スッピンデジタリアン
  - 嵐のメンバーが撮影したツアー密着映像

ツアーファイナルのみ行われたダブルアンコールで披露した「感謝カンゲキ雨嵐」も収録。

#### 通常盤
Disc 1
1. 定点カメラ映像
  1. Asterisk
  2. TRAP

## ツアー日程
- 5大ドームツアー「ARASHI LIVE TOUR 2014 ”THE DIGITALIAN”」について記述。

|        | 開催日    | 開演時間 | 会場                |
| 2014年 | 2014年    | 2014年   | 2014年              |
| ------ | --------- | -------- | ------------------- |
| 1      | 011月14日 | 18:00    | 福岡ヤフオク!ドーム |
| 1      | 011月15日 | 18:00    | 福岡ヤフオク!ドーム |
| 1      | 011月16日 | 16:00    | 福岡ヤフオク!ドーム |
| 2      | 011月27日 | 18:00    | 京セラドーム大阪    |
| 2      | 011月28日 | 18:00    | 京セラドーム大阪    |
| 2      | 011月29日 | 18:00    | 京セラドーム大阪    |
| 2      | 011月30日 | 16:00    | 京セラドーム大阪    |
| 3      | 012月5日  | 18:00    | ナゴヤドーム        |
| 3      | 012月6日  | 18:00    | ナゴヤドーム        |
| 3      | 012月7日  | 16:00    | ナゴヤドーム        |
| 4      | 012月12日 | 18:00    | 札幌ドーム          |
| 4      | 012月13日 | 18:00    | 札幌ドーム          |
| 4      | 012月14日 | 16:00    | 札幌ドーム          |
| 5      | 012月19日 | 18:00    | 東京ドーム          |
| 5      | 012月20日 | 18:00    | 東京ドーム          |
| 5      | 012月21日 | 18:00    | 東京ドーム          |
| 5      | 012月22日 | 18:00    | 東京ドーム          |
| 5      | 012月23日 | 16:00    | 東京ドーム          |